# General Aircraft Limited
General Aircraft Limited (GAL) war ein britischer Flugzeughersteller. Schwerpunkt der Produktion waren Lastensegler und leichte Transportflugzeuge.

## Geschichte
Am 27. Februar 1931 entstand das Unternehmen als Nachfolger der Mono-Spar Company Ltd.
Die Firma Monospar war 1929 vom Schweizer Ingenieur Helmuth John Stieger gegründet worden, um dort die von ihm entwickelten und zu dieser Zeit revolutionären und bei geringem Gewicht hoch belastbaren Einholm-Tragflächen zu produzieren.
Monospar entwickelte, basierend auf diesem Tragflächenkonzept, die durch zwei Salmson-Sternmotoren mit einer Leistung von je 50 PS angetriebene Monospar ST-3. Die Produktion dieses dreisitzigen stoffbespannten Tiefdeckers erfolgte bei Gloster. Nach erfolgreichen Tests dieser Maschine gründete Stieger die General Aircraft Ltd., um dort Flugzeuge in Eigenregie herzustellen. Ab 1932 begann die Produktion unter Verwendung der so genannten „Monospar“-Tragflächen. Dabei setzte Stieger diese Technik der nur zugbelasteten Verbindungselemente auch als Rumpfbauweise ein. So hatten zumindest die ST-Flugzeuge einen „Rumpfkiel“ an den gering belastete Elemente zur Formgebung des Rumpfes angeschlossen waren.
In der Zeit von 1932 bis 1934 stellte GAL in Produktionsstätten am Croydon Aerodrome die Monospar ST-4 her. Dabei handelte es sich um einen leichten zweimotorigen viersitzigen Tiefdecker. Als Antriebsaggregate wurden Pobjoy-Sternmotoren mit einer Leistung von 85 PS verwendet. Insgesamt wurden von diesem Muster etwa 35 Maschinen gebaut, zunächst eine fünf Stück umfassende Erstserie, später etwa 30 leicht modifizierte Exemplare.
Im Oktober 1934 fusionierten die beiden Unternehmen GAL und Monospar, der Name General Aircraft Limited wurde beibehalten.
Anfang 1935 wurden die Produktionsstätten von Croydon nach Hanworth bei Feltham verlegt; dort startete man mit den Modellen Monospar ST-12, Monospar ST-18 und Monospar ST-25.
1936 bekam GAL einen Auftrag für den Bau von 89 Maschinen des Typs Hawker Fury Iis, gefolgt von einem Auftrag, 125 Hawker Hinds in Schulversionen umzubauen.
1938 erwarb das Unternehmen das Recht zur Herstellung des Leichtflugzeugs Cygnet vom Entwickler dieser Maschine, der Firma C.W. Aircraft Ltd, und entwickelte diesen Entwurf weiter zur GAL 42 Cygnet II. Außerdem betrieb GAL eine Flugschule für die RAF auf dem Flugplatz in Fairoaks in Surrey.
Während des Zweiten Weltkriegs entwickelte sich GAL zu einem wichtigen Entwickler und Hersteller im Bereich der Lastensegler und war während des Krieges auch im Bereich der Reparaturen an beschädigten Militärflugzeugen tätig. So wurden in Hanworth Spitfires und in Fairoaks Beaufighters instand gesetzt, außerdem baute GAL Hurricanes um zu katapultfähigen Flugzeugen für den Start von Konvoibegleitschiffen.
Im Jahre 1943 wurde durch GAL zu Testzwecken eine größere Anzahl an Sikorsky-Hubschraubern aus den USA importiert. Die in Holzkisten gelieferten Einzelteile wurden in Hanworth montiert und die montierten Maschinen dort durch ein Geschwader der RAF und zwei Geschwader der Marineflieger, der Fleet Air Arm, ausgiebig erprobt; außerdem wurden einige dieser Hubschrauber hinsichtlich der Tauglichkeit im Bereich der Seenotrettung getestet.
Nach dem Krieg entwickelte das Unternehmen auch Halbfertighäuser und Autokarosserien, dadurch wurden die Fertigungskapazitäten für das große Transportflugzeug GAL 60 Universal – später in der weiterentwickelten Ausführung GAL 65 als Blackburn Beverley bekannt geworden – als zu klein, und GAL begann eine Zusammenarbeit mit der Blackburn Aircraft Ltd., welche die Flugzeuge in ihren Produktionsstätten in Brough endmontierte.
Am 1. Januar 1949 fusionierten die beiden Unternehmen zur Blackburn and General Aircraft Ltd., die Produktionsstätten in Hanworth wurden bald darauf geschlossen.

## Flugzeugtypen
- General Aircraft Monospar ST-4
- General Aircraft Monospar ST-6
- General Aircraft Monospar ST-10
- General Aircraft Monospar ST-11
- General Aircraft Monospar ST-12
- General Aircraft Monospar ST-18 Croydon
- General Aircraft Monospar ST-25 Jubilee/Universal
- General Aircraft GAL.26 - Experimentalversion der ST-25
- General Aircraft GAL.33 Cagnet
- General Aircraft GAL.38 Fleet Shadower
- General Aircraft GAL.41 - Experimentalflugzeug, basierend auf der ST-25
- General Aircraft GAL.42 Cygnet II
- General Aircraft GAL.45 Owlet
- General Aircraft GAL.47
- General Aircraft GAL.48 Hotspur - Lastensegler
- General Aircraft GAL.49 Hamilcar I - Lastensegler
- General Aircraft GAL.55
- General Aircraft GAL.56
- General Aircraft GAL.57
- General Aircraft GAL.58 Hamilcar X - motorisierte Version der Hamilcar I
- General Aircraft GAL.59 Zielschleppflugzeug
- General Aircraft GAL.60 Universal Freighter – später Blackburn Beverley
- General Aircraft GAL.61 Nurflügel-Experimentalflugzeug
- General Aircraft GAL.65 Prototyp der Blackburn Beverley